# هفته کتاب عبری

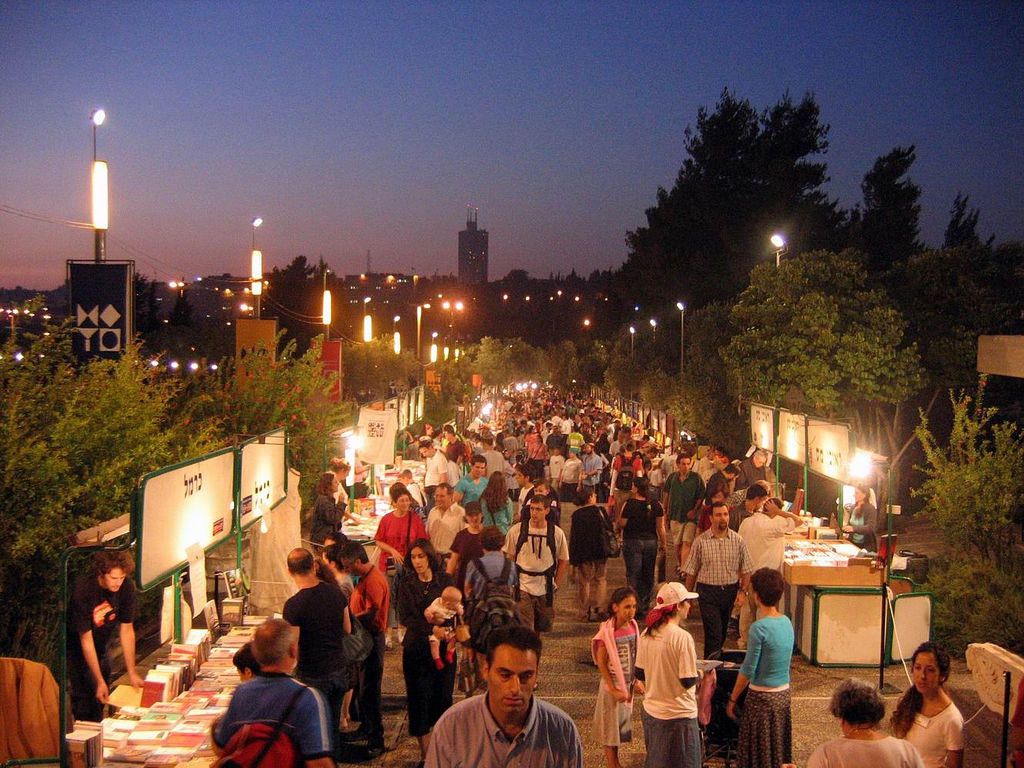
هفته کتاب عبری، سال ۲۰۰۵ موزه اسرائیل، اورشلیم

هفته کتاب عبری (عبری: שבוע הספר העברי‎) یک رویداد سالانه یک هفته ای در قدس غربی برای پاسداشت ادبیات عبری است.

## تاریخ
هفته کتاب عبری از یک رویداد یک روزه در بلوار روتشیلد در تل آویو شکل گرفت که توسط براچا پلی، مؤسس انتشارات ماسادا، برای ترویج فروش کتاب در سال ۱۹۲۶ برگزار شد.
در هفته کتاب عبری، نمایشگاه‌های کتاب در فضای باز در سراسر کشور برگزار می‌شود و شرکت‌های ناشر کتاب‌های خود را با تخفیف می‌فروشند. کتابفروشی‌ها در اسرائیل معمولاً در این مدت فروش ارائه می‌دهند که می‌تواند تا یک ماه ادامه یابد. در سال‌های اخیر، هفته کتاب عبری به ده روز افزایش یافته‌است.
محل‌های برگزاری در قدس شامل موزه اسرائیل، پارک زنگ آزادی، میدان صفرا و ایستگاه راه‌آهن قدساست. نمایشگاه در تل آویو در میدان رابین برگزار می‌شود.
در هفته کتاب علاوه بر فروش کتاب، رویدادهای ادبی متنوعی مانند گردهمایی با نویسندگان و کتابخوانی عمومی برگزار می‌شود. مراسم اهدای جایزه ساپیر در هفته کتاب عبری برگزار می‌شود. همچنین سطح بالایی از توجه به ادبیات در رسانه‌ها وجود دارد.